# Dora, la exploradora
Dora, la exploradora (Dora the Explorer) es una serie de televisión infantil educativa de dibujos animados estadounidense.

## Inicios
La serie, "Dora la exploradora" originalmente en inglés (Dora the Explorer), se estrenó dentro del bloque Nick Jr. del canal Nickelodeon en 2000. La versión doblada al español americano se emitió por primera vez dentro del bloque Nick en español de la cadena Telemundo. A partir de septiembre de 2008 la transmite Univisión dentro de su bloque Planeta U. En España puede verse en los canales La 1, Clan y Nick Jr.
En septiembre de 2005, Nickelodeon anunció que se estrenaría su serie spin-off, Go, Diego, Go!.

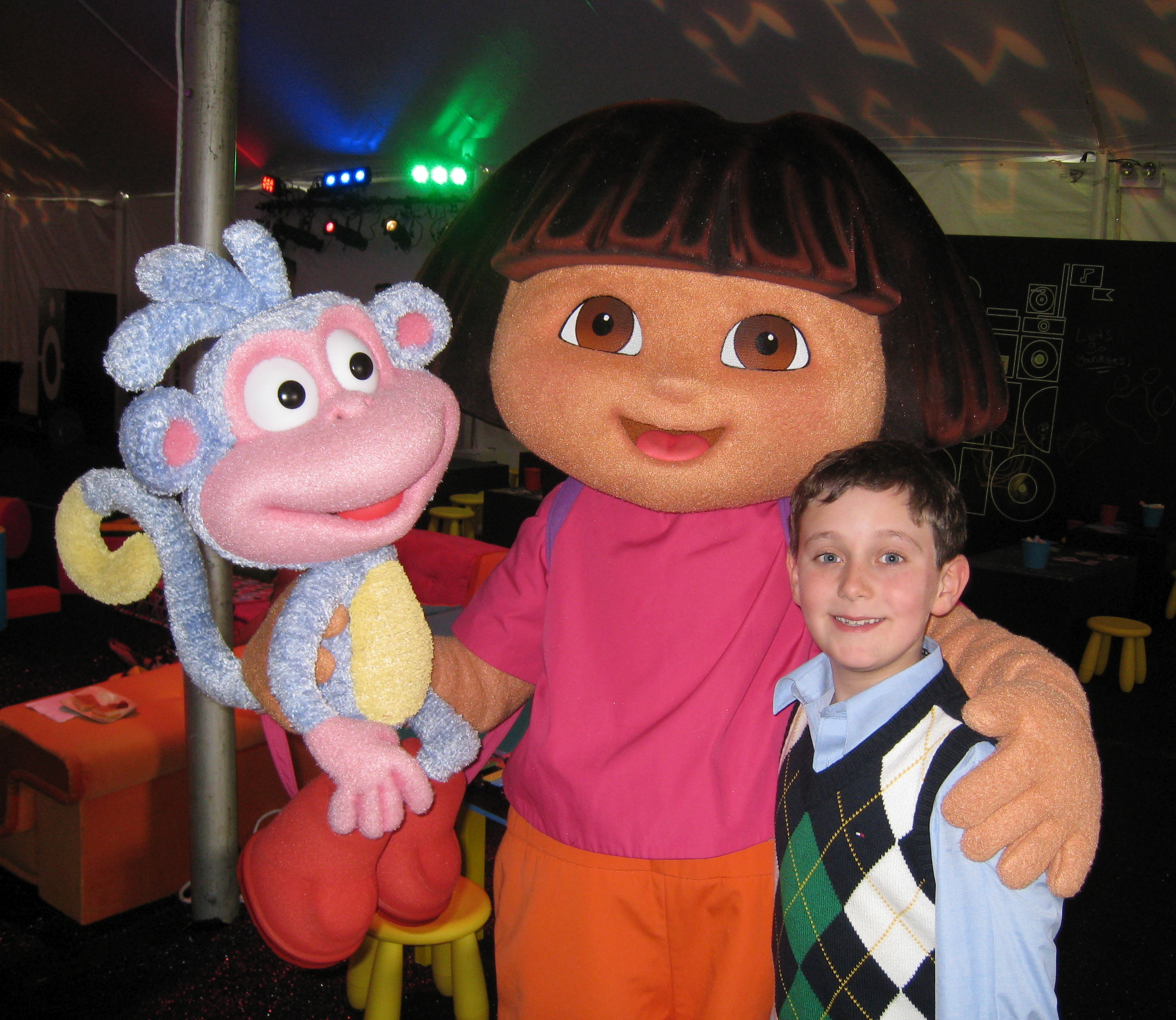
Regan Mizrahi, voz de Botas, junto a Dora y su personaje Botas.

## Argumento
Dora Márquez, de 7 años que, junto a su amigo Botas (un mono de 5 años con el cual vive) emprende en cada episodio un viaje en el que se propone buscar algo que perdió o ayudar a Botas a cumplir con alguna misión. Siguiendo un formato que en parte recuerda el de un juego interactivo para computadora, en cada episodio Dora pide a sus amigos televidentes (la audiencia), que le ayuden a encontrar nuevos lugares utilizando a Mapa, que de hecho es otro personaje, y le ayuden a solucionar las dificultades que Dora se encuentre en el camino.

## Personajes
- Dora: Es una niña hispanoamericana de 7 años de edad, a la que le encanta salir de aventura para divertirse cada día con su mejor amigo: Botas, junto a su Mochila y su Mapa.
- Botas: Es un mono gris, el mejor amigo de Dora; tiene 5 años de edad, adora sus botas rojas. Siempre sale con Dora en los demás episodios de la serie.
- Mapa: el mapa que Dora guarda en su mochila y ayuda a los dos amigos a encontrar el camino hacia los distintos lugares.
- Mochila: la mochila de Dora, en la que guarda los objetos para cada misión.
- Swiper (Zorro en Hispanoamérica): el villano principal de la serie, que siempre roba los objetos de búsqueda a Dora, a menos que se le diga: "Swiper, no swiping!", a lo que él responde "Oh, man!". En la versión de España dice: "¡Swiper, no robes!", a lo que contesta: "¡Jolín!". En la versión de Hispanoamérica dice: "¡Zorro, no te lo lleves!" y él dice "¡Oh, rayos!". En algunos episodios, se ve que es bueno y ayuda a Dora y Botas (el episodio especial de Navidad y el de su cumpleaños son dos ejemplos donde es bueno); en otras ocasiones, él llega a ganar y esconde los artículos necesarios para completar la misión.
- Isa la Iguana: una de las amigas de Dora y Botas en la Exposición Artística de Maribel es una niña.
- Tico la Ardilla: uno de los amigos de Dora y Botas. Normalmente habla inglés, pero en algunos episodios, dice palabras en español. En la versión original en inglés, normalmente habla español.
- Benny el Toro: uno de los amigos de Dora y Botas. Es un toro azul de 6 años de edad.
- Gran Pollo Rojo: un pájaro grande y rojo.
- Fiesta Trío: un trío musical que toca cada vez que Dora y Botas cruzan un obstáculo.
- El Viejo Duende Gruñón en Hispanoamérica/El Viejo Troll en España: un viejo trol que vive debajo de un puente, y para cruzarlo, Dora necesita resolver un acertijo.
- Diego: el primo mayor de Dora que aparece recurrentemente para ayudar a Dora y a Botas. Este también aparece con mucho más protagonismo en su propia serie individual Go, Diego, Go!.
- The Stars (Las Estrellas): algunas estrellas que aparecen en los episodios de las temporadas 3 y 4 que ayudan a Dora y Botas a completar la misión.

## Reparto
| Personaje               | Actor de voz |
| ----------------------- | --- |
| Dora                    | Kathleen Herles (1.ª voz) Caitlin Sanchez (2.ª voz) Fátima Ptacek (3.ª voz)                                                  |
| Botas                   | Harrison Chad (1.ª voz) Regan Mizrahi (2.ª voz) Koda Gursoy (3.ª voz)                                                        |
| Mapa                    | Marc Weiner |
| Mochila                 | Sasha Toro (1.ª voz) Alexandria Suárez (2.ª voz) Sofía Lopez (3.ª voz)                                                       |
| Diego                   | Felipe Dieepa (1.ª voz) Gabriel Álvarez (2.ª voz) Jake T. Austin (3ª voz) Brandon Zambrano (4.ª voz) Jacob Medrano (5.ª voz) |
| Zorro (Swiper)          | Marc Weiner |
| Robert, el robot        | Nicolas Salgado (1.ª voz) Akim Charles (2.ª voz) Oscar Hutarra (3.ª voz)                                                     |
| El abuelo de Robert     | Leslie Valdes |
| El duende gruñón        | Chris Gifford |
| Benny, el toro          | Jake Burbage (1.ª voz) Matt Gumley (2.ª voz) Aidan Gemme (3.ª voz)                                                           |
| Isa, la iguana          | Ashley Fleming (1.ª voz) Lenique Vincent (2.ª voz) Skai Jackson (3.ª voz)                                                    |
| Tico, la ardilla        | Muhammed Cunnigham (1.ª voz) José Zelaya (2.ª voz) Jean Carlos Celi (3.ª voz) Oscar Hutarra (4.ª voz)                        |
| Lion, el león del circo | Paul Rodríguez |
| Val, la pulpo           | Elaine del Valle |
| Padre de Dora           | Esai Morales (1.ª voz) Fidel Vicioso (2.ª voz) AJulian Rebolledo (3.ª voz)                                                   |
| Madre de Dora           | Eileen Galindo (1.ª voz) Socorro Santiago (2.ª voz)                                                                          |
| Abuela de Dora          | Antonia Rey Castro (1.ª voz) Miriam Cruz (2.ª voz)                                                                           |

## Episodios

### Temporadas
| Temporada | Temporada | Episodios | Estreno                  | Final                  |
| --------- | --------- | --------- | ------------------------ | ---------------------- |
|           | 1         | 26        | 14 de agosto de 2000     | 15 de octubre de 2001  |
|           | 2         | 26        | 11 de marzo de 2002      | 14 de julio de 2003    |
|           | 3         | 25        | 26 de agosto de 2003     | 22 de abril de 2004    |
|           | 4         | 24        | 24 de septiembre de 2004 | 5 de noviembre de 2007 |
|           | 5         | 20        | 7 de septiembre de 2008  | 1 de octubre de 2010   |
|           | 6         | 18        | 6 de noviembre de 2010   | 3 de febrero de 2012   |
|           | 7         | 20        | 2 de abril de 2012       | 16 de enero de 2013    |
|           | 8         | 18        | 18 de marzo de 2013      | 5 de junio de 2014     |

## Adaptaciones exteriores
Dora, la exploradora se ha producido en varios otros idiomas en todo el mundo. Facilita el aprendizaje de importantes palabras del idioma extranjero o frases (principalmente inglés, intercalados con un idioma local (por ejemplo, noruego, ruso, hindi, o alemán), con uso ocasional de español (utilizado en el irlandés, el serbio, y versiones turcas)) a través de su simplicidad y uso de la repetición.
- Alemán: La versión alemana difunde en la rama alemana de Nickelodeon. El bilingüismo es Alemán-Inglés.
- Árabe: La versión en el idioma árabe se transmite en el bloque de MBC3 "Nickelodeon en MBC3", y se presenta en árabe-inglés.
- Canarés: La versión del idioma canarés se transmite en Chintu TV y es un programa muy popular en esa dicha red. El hindi es el segundo idioma en esta versión.
- Cantonés: La versión en cantonés (chino: 愛 探險 的 朵拉; literalmente: "Dora, la exploradora amante") se vende en Hong Kong. Se presenta en cantonés-Inglés.
- Catalán: La versión catalana se transmite en el Canal Super 3. El bilingüismo es Catalán-Inglés. Salió en el aire en diciembre del año 2016,[2] muchos años después de su retransmisión original.
- Chino mandarín: En la versión del chino mandarín los personajes de Dora hablan principalmente mandarín con los limitados del inglés. Se transmite en Yoyo-TV en Taiwán (Canal 25).
- Coreano: La versión en coreano emite en Nick Jr. en y Corea del Sur. El título es "Hi, Dora" y se introduce por una persona real, cuyo nombre es Dami - se introduce el vocabulario en inglés para cada episodio. El episodio es sobre todo en coreano con un poco de inglés.
- Danés: La versión en el danés de Dora es similar a los utforskaren de Dora en sueco. Hay comandos y expresiones en inglés. Se emite en el canal infantil de públicas nacionales, DR Ramasjang, y también en Nick Jr. a través de varios proveedores de la televisión de paga.
- Español: Hay diferentes versiones del idioma español para México, el resto de Hispanoamérica y España con las emisiones de la serie que se transmiten en Nickelodeon en Latinoamérica (y hasta septiembre de 2006 en Telemundo en los Estados Unidos, a partir de abril de 2008 sobre Univisión). Dora y Botas hablan español y los demás protagonistas hablan y contestan en inglés. Algunos episodios españoles están a disposición de los espectadores estadounidenses en VHS, y algunos DVD tienen una pista española (incluida "La búsqueda de huevo de Dora"). Esta versión es totalmente lo contrario de la versión original en inglés; Tico y Señor Tucán (llamado Mister Tucán) sólo hablan inglés. Adicionalmente, Univisión ha añadido subtítulos en pantalla de las palabras en español que se hablan en inglés. En España, Dora, la exploradora se estrenó por Nickelodeon/Paramount comedy el 29 de enero de 2001 a la 9:00 AM y en TVE 2 en 2009. Es otro revés de la versión original en inglés (los personajes hablan principalmente el español, pero hay comandos y expresiones en inglés).
- Filipino: La versión en el idioma filipino se transmite en TV5 y ABS-CBN y tiene el mismo título en inglés "Dora the Explorer". Los personajes hablan filipino y algo de inglés, Dora enseña Inglés en esta versión.
- Francés: La versión en lengua francesa, Dora l'exploratrice, se transmite por TF1 en Francia y Télé-Québec en Canadá. Se presenta en Francés-Inglés, con Dora y Boots (llamado Babouche) hablan francés y otras protagonistas que hablan y contestan en inglés.
- Griego: La versión griega de la serie se llama ""Ντόρα η μικρή εξερευνήτρια". Se transmite en Nickelodeon y Star Channel. El bilingüismo es Griego-Inglés.
- Hebreo: La versión hebrea transmite en el canal HOP. El bilingüismo es Hebreo-Inglés. El nombre de la serie se llama מגלים עם דורה.
- Hindi: En la versión de la lengua hindi, Dora y los demás personajes hablan hindi. Se transmite en Nickelodeon. Dora les enseña a los espectadores las palabras y los números en inglés.
- Húngaro: En la versión del idioma húngaro, Dora y los demás personajes hablan húngaro con algunas palabras o frases en inglés. Se transmite en Nickelodeon (Hungría). La serie se llama Dóra a felfedező.
- Neerlandés: La versión de las transmisiones en neerlandés en Nickelodeon y Nick Jr., se presentan en Neerlandés-Inglés. Los actores de voz son Lottie Hellingman como Dora y Dieter Jansen como Botas.
- Portugués: En la versión del idioma portugués, Dora a Exploradora, se transmite en RTP2 y en Nickelodeon Portugal. En Nickelodeon Brasil, Dora y Botas (llamado Boots en la versión portuguesa y Botas en la versión brasileña) hablan portugués y los demás protagonistas también y responden en inglés. Algunos episodios portugueses están en DVD.
- Turco: En la versión en lengua turca Dora los personajes hablan principalmente turco, español e inglés, pero hay comandos y expresiones en turco. Se emite en Nickelodeon y CNBC-e.

Como se muestra en la lista anterior, la segunda lengua habitual es el inglés, pero el español se utiliza en la versión americana original en inglés (transmitido también por altavoces malayos), en el irlandés, el serbio, y las versiones turcas trilingües.

## Serie derivada
En la actualidad, la serie cuenta con un spin-off estrenado en los Estados Unidos el 18 de agosto de 2014 llamado Dora and friends into the city! (Dora y sus amigos en la ciudad), en donde se muestra a Dora como una adolescente de 11 años, que va a la escuela secundaria, y vive nuevas aventuras con sus amigas. El nuevo diseño de Dora para esta serie fue anunciado el día 8 de marzo de 2009, por la compañía Mattel, pero se rechazó debido a las críticas negativas de los padres de familia hacia la nueva imagen de Dora, por haber pasado de ser una niña a una adolescente, pero este nuevo aspecto finalmente se usó para la nueva serie que estrenó en 2014.

## Premios y nominaciones
El programa en su historia ha logrado ganar diez premios, y ha logrado tener 44 nominaciones en diferentes entras de premios (siendo nominado en ocho ediciones del Daytime Emmy, en ocho ediciones del Imagen Foundation Awards, en siete ediciones del Image Awards, en seis ediciones de los Television Critics Association Awards, en cuatro ediciones de los Young Artist Awards, y en tres ediciones del PGA Awards).
| Año       | Premio                   | Categoría                                                   | Nominados |
| --------- | ------------------------ | ----------------------------------------------------------- | --- |
| 2003 2004 | Imagen Foundation Awards | Mejor programa infantil                                     | - |
| 2004      | Peabody Awards           | -                                                           | - |
| 2009 2010 | Image Awards             | Programa sobresalientes para niños                          | - |
| 2011      | Premios Daytime Emmy     | Logro Sobresaliente en el título principal y Diseño Gráfico | Gary Garza (animador/artista) John Roumieh (animador/artista) Jill Dadducci (animador/artista) Nathan Boey (director de stop motion) Edwin Baker (diseñador) Dan Smith (productor) Osamu Shishime (animador/artista) Garson Yu (director creativo) |
| 2011 2012 | Young Artist Awards      | Mejor Actuación en un Papel de voz                          | Regan Mizrahi Alexandria Suárez |
| 2014      | Imagen Foundation Awards | Mejor actriz joven / Televisión Mejor programa infantil     | Fatima Ptacek - |

## Películas

### Dora y la ciudad perdida(2019)
En octubre de 2017 se anunció el acuerdo para el rodaje de una película en imagen real de Dora, la exploradora, dirigida por James Bobin y con Isabela Moner interpretando a una Dora adolescente. El rodaje se inició en agosto de 2018 y fue estrenada el 9 de agosto de 2019.

### Dora and the Search for Sol Dorado(2025)
En mayo de 2024, se reveló que se estaba desarrollando una nueva película de acción real de Dora, la exploradora, titulada Dora and the Search for Sol Dorado (Dora y la búsqueda del Sol Dorado en Hispanoamérica; Dora en busca del Sol Dorado en España), con la dirección de Alberto Belli y el guion de JT Billings. Samantha Lorraine fue elegida para el papel Dora. La película está prevista para ser estrenada simultáneamente en Nickelodeon y Paramount+ el 2 de julio de 2025.